# 青島崇
青島崇（日语： Aoshima Takashi，1973年1月6日—），日本小說家、編劇。SATZ所屬。

## 參加作品
粗體字表示劇本統籌作品。

### 電視動畫
2002年
- 小公主優希（編劇）

2004年
- 花右京女侍隊 La Verite（編劇）

2005年
- 幸運女神（編劇）
- 我的主人（編劇）

2006年
- 幸運女神 各自的羽翼（編劇）
- 女生愛女生（編劇）
- 增血鬼果林（編劇）
- 親愛芳鄰（編劇）
- 夜明前的琉璃色 ～Crescent Love～（編劇）

2007年
- 南家三姊妹（編劇）

2008年
- H2O -FOOTPRINTS IN THE SAND-（編劇）
- 魔法學園MA 哇呀呀！（編劇）
- 今天的五年二班（編劇）

2009年
- 肯普法（編劇）

2010年
- 超元氣3姊妹[1]（編劇）

2011年
- 超元氣3姊妹 增量中！（編劇）
- 我們沒有翅膀（編劇）
- 輕鬆百合（編劇）

2012年
- 輕鬆百合♪♪（編劇）
- Muv-Luv Alternative Total Eclipse（編劇）
- Campione 弒神者！～不順從之神與弒神的魔王～（編劇）

2013年
- 琴浦小姐[2]（編劇）
- 戀愛研究所[3]（編劇）
- 我的腦內戀礙選項（編劇）

2014年
- 如果折斷她的旗[4]（編劇）
- NO GAME NO LIFE 遊戲人生（編劇）
- 生存遊戲社（編劇）

2015年
- 絕對雙刃（編劇）
- 艦隊Collection（編劇）
- 靈感少女[5]（編劇）
- 干物妹！小埋（編劇）
- 空戰魔導士培訓生的教官（編劇）

2016年
- 鬼斬（編劇）
- 初戀怪獸（編劇）
- Rewrite（編劇）
- 鋼鐵交響樂（編劇）
- 強襲魔女（編劇）
- 時間飛船24（編劇）

2017年
- 干物妹！小埋R（編劇）
- 時間飛船24 逆襲的三惡人（編劇）
- 廢天使加百列（編劇）
- 時鐘機關之星（編劇）
- 戀愛暴君（編劇）
- 單蠢女孩[6]（編劇）

2018年
- 三麗鷗男子（編劇）
- 刀使之巫女（編劇）
- 千銃士（編劇）
- 我家的女僕有夠煩！[7]（編劇）

2019年
- Endro～！（編劇）
- 我不是說了能力要平均值嗎？（編劇）

2020年
- 神推偶像登上武道館我就死而無憾（編劇）
- 隱瞞之事（編劇）
- 宇崎學妹想要玩！（編劇）
- 熊熊勇闖異世界（編劇）
- 第501統合戰鬥航空團 強襲魔女 ROAD to BERLIN（編劇）

2021年
- 鍵等（編劇）

2022年
- 鍵等 (第2期)（編劇）
- 鬼褲衩（編劇）
- 宇崎學妹想要玩！ω（編劇）
- 被勇者隊伍開除的馭獸使，邂逅了最強種的貓耳少女（編劇）

2023年
- 熊熊勇闖異世界PUNCH！（編劇）
- 奇異賢伴 黑色天使（編劇）
- 超超超超超喜歡你的100個女朋友[8][9]（編劇）

2024年
- 鹿乃子乃子乃子虎視眈眈[10]（編劇）

2025年
- 我與尼特女忍者的莫名同居生活[11]
- 直至魔女消逝（編劇）
- 美男高校地球防衛部HAIKARA！（日语：美男高校地球防衛部ハイカラ!）[12]（編劇）
- Summer Pockets（編劇）

### OVA
- 機械女僕
- 灰色：幻影扳機 THE ANIMATION 觀星者（編劇）

### 廣播劇CD
- 私立彩陵高中超能力社（日语：私立彩陵高校超能力部）
- 草莓棉花糖 廣播劇CD、角色CD
- 南家三姊妹 廣播劇CD
- 薔薇少女 Träumend 角色CD Vol.1 水銀燈
- 輕鬆百合之歌♪專輯「和往常一樣♥…。」（日语：ゆるゆりのディスコグラフィ）（Track2～10）
- 琴浦小姐（單行本第5冊特別版附錄廣播劇CD）
- 戀愛研究所（動畫第4冊特典CD「藤女戀愛放送局出差版」、同第6冊特典CD）

### 漫畫原作
- （作畫：吉村佳，《Manga Time Jumbo（日语：まんがタイムジャンボ）》（芳文社）連載，單行本全2冊）

### 小說
- 爆炎學園（日语：爆炎CAMPUSガードレス）
- 無敵王Trizenon 宗像家（日语：無敵王トライゼノン）（全3冊）
- Divine Heart
  - 冷靜與熱情的吉特巴
  - 白銀之龍與龍與瓦爾茲
- Devil Box 惡魔姐妹！
- Brave High School（全4冊）
- Demon's Clash！
  - 魔王與勇者與蜜瓜麵包
  - 這部劇的結局由我決定
- High School Britz（全3冊）
- 純愛手札

## 相關項目
- 日本小說家列表（日语：日本の小説家一覧）
- 輕小說作家列表（日语：ライトノベル作家一覧）
- 太田雅彥—他執導許多青島負責劇本統籌的作品。
- 子安秀明（編劇）
- 杉原研二（編劇）
- 鴻野貴光（編劇）
- 山田靖智（編劇）